# Haploclastus kayi
Haploclastus kayi is een spinnensoort in de taxonomische indeling van de vogelspinnen (Theraphosidae).
Het dier behoort tot het geslacht Haploclastus. De wetenschappelijke naam van de soort werd voor het eerst geldig gepubliceerd in 1915 door Frederick Henry Gravely.
De spin komt voor in Kerala en Tamil Nadu in het zuiden van India. De soort staat op de Rode Lijst van de IUCN als bedreigd. De populatietrend is dalend.